# Rhizophagus ghumus
Rhizophagus ghumus is een keversoort uit de familie kerkhofkevers (Monotomidae). De wetenschappelijke naam van de soort werd in 1988 gepubliceerd door Sen Gupta & De.